# Kuria (architektura)
Kuria – określenie funkcjonujące głównie w średniowieczu, dotyczące zabudowanej miejskiej parceli, na miejscu której znajduje się budowla prywatna lub częściej będąca własnością kościoła.